# 欽欽乃欽欽学学教室
「欽欽乃欽欽学学教室」（キンキンのきんきんがくがくきょうしつ）は、ニッポン放送で、1973年10月7日から1976年3月28日まで、日曜日午前の時間帯で放送されていたラジオバラエティ番組。
本項では、この後継番組となり、1976年4月4日から1977年3月27日まで放送されていた「欽欽のトッピンシャン」（キンキンの - ）についても合わせて説明。いずれも、メインパーソナリティは愛川欽也。

## 概要
通称「欽学」（きんがく）。俳句、川柳、狂歌、替え歌を多く募集。薀蓄のある話から男女関係、体や生理現象の話、下ネタまであらゆることを“研究”として番組中で紹介などしていた。また、あらゆる雑学に触れるコーナーも有った。
贈られてきた作品の中から、優秀作品に表彰状が贈られていた。
コカコーラ・ボトラーズの一社提供。

## 放送時間
- 毎週日曜日11:00 - 11:30（JST）

## パーソナリティ
- 愛川欽也
- アシスタント：西村知江子（当時ニッポン放送アナウンサー）
  - 西村の起用については、愛川の「出来が悪くてもいいから、笑い声のいい人がいいね」という相手役の選定についてのリクエストによるもので、最初の2か月ほど笑い声だけの出演のつもりだったが、たちまち人気者になったことで出演が継続になったという[4]。

## スタッフ
- プロデューサー：上野修
- 構成作家：奥山侊伸
- 西尾ディレクター

（）

## ネット局
いずれも製作局・ニッポン放送と同じく、毎週日曜日（午前帯及び昼過ぎ）に放送されていた。
- STVラジオ - 日曜日11:00〜11:30
- 青森放送 - 日曜日9:00〜9:30
- 秋田放送 - 日曜日11:00〜11:30
- 岩手放送 - 日曜日11:30〜12:00
- 新潟放送 - 日曜日9:00〜9:30
- 信越放送 - 日曜日11:00〜11:30
- 山梨放送 - 日曜日11:00〜11:30
- 北日本放送 - 日曜日11:30〜12:00
- 北陸放送 - 日曜日9:25〜9:55
- 福井放送 - 日曜日12:30〜13:00
- 静岡放送 - 日曜日12:10〜12:40
- CBCラジオ - 日曜日9:00〜9:30
- 和歌山放送 - 日曜日14:00〜14:30頃
- 山陰放送 - 日曜日9:00〜9:30
- 山陽放送 - 日曜日11:00〜11:30
- 中国放送 - 日曜日9:00〜9:30
- 山口放送 - 日曜日11:00〜11:30
- 西日本放送 - 日曜日11:00〜11:30
- 高知放送 - 日曜日10:30〜11:00
- 南海放送 - 日曜日11:00〜11:30
- 四国放送 - 日曜日11:30〜12:00
- KBCラジオ - 日曜日9:30〜10:00
- 長崎放送 - 日曜日12:10〜12:40
- 大分放送 - 日曜日9:00〜9:30
- 熊本放送 - 日曜日13:30〜14:00
- 宮崎放送 - 日曜日10:30〜11:00
- 南日本放送 - 日曜日11:00〜11:30
- ラジオ沖縄 - 日曜日10:30〜11:00
（[5]）

## 書籍
- 欽欽乃欽欽学学教室（愛川欽也・編 ルック社・刊 1975年）
「欽々学々大教室」（恋に目覚める頃／欲望に目覚める頃／恋が鼻につく頃／教育への提言／うるわしの兄弟愛／両親甘いかすっぱいか）
「何でも大研究」（キッスと目をつむることの相関関係について／本の字になって寝ることについて／男を知る(!?)大研究／ハア!の研究／涙甘いか?しょっぱいか?／新幹線より速いもの!／天才にはハゲが多い／鼻ソバ!／感情と体温の変化の相関関係について／すっぱーい研究なのだ!／パパイヤ重量測定法）
「欽学美術教室」（番組に送られてきたイラストを紹介）
「欽学PTA教室」（幸せなのよ、今は／男の悲哀、女の悲哀／親の心、子の心／18歳未満立入禁止）
「欽学雑学教室」（ライターのガスの話／○○の話／ナポレオンとバターの関係／歴史の話／忘れ物の話／ニョロ、ニョロと迫ってみる／サカサクラゲ（温泉マーク）の話／解剖学的な考察／お茶の話／女の法則／外来語のお話／跳躍大会のお話／鰯のお話／血管について／心臓の話　など）
「愛川欽也三題」
以上を収録。
- 欽欽乃欽欽学学教室 その2（愛川欽也・編 ルック社・刊 1976年）